# Taynton (Gloucestershire)
Taynton – wieś i civil parish w Anglii, w Gloucestershire, w dystrykcie Forest of Dean. W 2011 civil parish liczyła 438 mieszkańców. Taynton zostało wspomniane w Domesday Book (1086) jako Tatinton/Tetinton.